# Koninklijke Fanfare "De Vrijheidsvrienden" Huizingen
De Koninklijke Fanfare "De Vrijheidsvrienden" Huizingen is een fanfareorkest uit Huizingen, nu deelgemeente van Beersel, dat opgericht werd in 1882.

## Geschiedenis
In 1875 werd door de senator en burgemeester Albert Vaucamps de fanfare "Sint Leonardus" opgericht, waarin de toenmalige politieke tegenstanders, liberalen en katholieken, samen speelden. In 1879 werd door de eerste schoolstrijd ook de problemen tussen de liberalen en de katholieken ontketend. In Huizingen brak een felle strijd los tussen de katholieken, geleid door pastoor Timmermans die hier in 1870 was aangekomen, en de liberalen van Vaucamps. Naar de grote kloof die hierdoor ontstond tussen beide partijen werd onder impuls van Petrus De Coster in 1882 een nieuwe fanfare opgericht, met de naam "De Vrijheidsvrienden". De eerste voorzitter werd Jozef Peter Hanssens en de papierfabrikant Demeurs werd erevoorzitter.
De eerste dirigent was de Oost-Vlaming Karel Lodewijk Bruneel. In zijn geboortestad Ronse had hij muziekonderricht gevolgd en zelf speelde hij bugel. De jonge muziekvereniging speelde marsen, walsen en potpourri's van die tijd. Onder leiding van Bruneel werden de optredens steeds verzorgd in open lucht, bij gebrek aan zalen. Omdat de eerste dirigent op 29-jarige leeftijd overleed, werd hij opgevolgd door Laurent Discart die beroepsmuzikant was geweest bij een militair muziekkorps, zelf muziek schreef en de fanfare op een hoog peil wilde brengen. Hij bleef maar kort - tot 1900 - bij de fanfare die volgens hem meer bier dronk dan muziek speelde. Zijn opvolger werd J. Deridder onder wiens leiding de fanfare "De Vrijheidsvrienden" vaak zou concerteren op de Grote Markt te Brussel. Tijdens de Eerste Wereldoorlog rusten de activiteiten binnen de vereniging.
Na de Eerste Wereldoorlog werd de Hallenaar Louis Horenbeek de nieuwe dirigent. Horenbeek was gedurende 41 jaar dirigent van de fanfare, die na de Tweede Wereldoorlog onder zijn leiding een lange bloeiperiode kende. Vervolgens werd in de schoot van de fanfare een eigen muziekschool opgericht, waar onderdirigent Karel Tordeurs les gaf. In 1952 werd onder andere een beker, de gouden kroon en de gouden palm tijdens het internationaal toernooi te Épernay in Frankrijk.
Louis Horenbeek nam in 1960 ontslag. Hij werd opgevolgd door Gust Langendries een beroepsmuzikant met een eerste prijs hoorn en een eerste prijs notenleer van het Koninklijk Conservatorium Luik. Onder leiding van Langendries werd de fanfare provinciaal kampioen van Brabant en in 1976 ook kampioen van België onder de auspiciën van de vzw Fedekam Vlaanderen. Langendries werd directeur van de Muziekacademie Alsemberg-Huizingen. De samenwerking met deze muziekacademie was goed voor de fanfare omdat zij enkele muzikanten kon winnen. Ook de opvolger van Langendries Eric De Vis werd hier als saxofonist getogen en hij was samen met zijn vader, broer en zus lid van de fanfare. Later studeerde hij aan het Koninklijk Conservatorium te Brussel en behaald eerste prijzen voor notenleer en saxofoon.
Vanaf 1971 zijn er in de fanfare ook vrouwelijke muzikanten. In 1982 vierde de fanfare "De Vrijheidsvrienden" hun eeuwfeest.
In 1986 bereikte het orkest tijdens het provinciaal toernooi de promotie naar de ere-afdeling. In deze afdeling speelde het orkest 13 jaar. Sinds oktober 2001 is Wim Stas aangesteld als nieuwe dirigent. Hij is zelf afkomstig als muzikant vanuit deze fanfare.

## Tegenwoordig
"De Vrijheidsvrienden" tellen ongeveer 30 spelende leden in het fanfareorkest. Naast de fanfare beschikte de vereniging ook over een instaporkest. Dat werd later stopgezet.

## Dirigenten
- 1882-???? Karel Lodewijk Bruneel
- ????-1900 Laurent Discart
- 1900-???? J. Deridder
- 1918-1960 Louis Horenbeek
- 1960-???? Gust Langendries
- ????-2001 Eric De Vis
- 2001- Heden  Wim Stas